# 法尔门塔
法尔门塔（義大利語：Falmenta），是意大利韦尔巴诺-库西亚-奥索拉省的一个市镇。总面积16平方公里，人口166人，人口密度10.4人/平方公里（2009年）。ISTAT代码为103030。